# Gildan Activewear
Gildan Activewear Inc. ist ein kanadisches Unternehmen mit Sitz in Montreal. Das Unternehmen ist im Aktienindex S&P/TSX 60 an der Toronto Stock Exchange gelistet.
Der Hersteller von Damen-, Herren- und Kinderbekleidung beschäftigt rund 42.000 Mitarbeiter. Nach der Insolvenz des Textilunternehmens American Apparel übernahm Gildan 2017 dessen Marke, nicht jedoch die Ladengeschäfte, für rund 88 Millionen US-Dollar.